# Hipótese de curvatura de Weyl
A hipótese de curvatura de Weyl surge na aplicação da teoria da relatividade  geral de Albert Einstein à cosmologia física, foi introduzida pelo matemático e físico britânico teórico Sir Roger Penrose em um artigo em 1979, em uma tentativa de fornecer explicações para duas das questões mais fundamentais da física. Por um lado, pretendia explicar um universo que em suas maiores escalas observacionais parece notavelmente espacialmente homogêneo e isotrópico em suas propriedades físicas (e assim pode ser descrito por um modelo de Friedmann-Lemaître simples), por outro lado, há a profunda pergunta sobre a origem da segunda lei da termodinâmica.